# Mohamed Al-Fayed
Mohamed Abdel Moneim Fayed (n. 27 ianuarie 1929, Ras el-Tin⁠(d), Al Iskandariyah, Egipt – d. 30 august 2023, Londra, Anglia, Regatul Unit) a fost un om de afaceri egiptean. După moartea sa, publicația Forbes i-a estimat averea la 2 miliarde de dolari americani. Printre interesele lui de afaceri este faptul că a fost proprietarul lanțului de magazine Harrods din Knightsbridge și al echipei de fotbal european din Premier League Fulham Football Club. El a relansat publicația umoristică Punch în 1996, dar aceasta a dat faliment din nou în 2002.
El a avut doi frați, Ali Fayed și Salah Fayed. Din 1985 a fost căsătorit cu fostul manechin finlandez Heini Wathén (n. 24 februarie 1955). Împreună, ei au patru copii (Jasmine, Karim, Camilla și Omar) și doi nepoți (Delilah, de la Jasmine și Antonia, de la Karim). Al cincilea copil, Dodi, din prima căsătorie a lui Fayed, a murit într-un accident de la Paris în 1997, alături de Diana, Prințesă de Wales și Henri Paul, șoferul mașinii, care era angajat al hotelului Hôtel Ritz Paris aflat în proprietatea lui Fayed.

## Biografie
Născut în Bakos (باكوس), un cartier din estul orașului Alexandria, Egipt, ca cel mai mare fiu al unui învățător egiptean, Fayed a încercat numeroase meserii, de la vânzător de băuturi răcoritoare pe străzile orașului său, în copilărie până la vânzător de mașini de cusut și profesor.